# Condor (Nederland)
Condor is de merknaam van een 125cc-wegracemotorfiets, die door de Nederlandse coureur Henk van Kessel werd ingezet van 1975 tot 1980.

## Voorgeschiedenis
Henk van Kessel was in het seizoen 1974 nog wereldkampioen in de 50cc-klasse geworden met een Van Veen-Kreidler. In de 125cc-klasse eindigde hij als vijfde met de door Jos Schurgers ontwikkelde Bridgestone 125. Van Veen stopte na dit seizoen en de 50cc-racers werden verkocht aan Julien van Zeebroeck en Ángel Nieto. De 125cc-Bridgestone was tijdens het seizoen al voorzien van een nieuw, zelfgebouwd motorblok. Uiteindelijk kreeg de machine ook een nieuw frame afgeleid van dat van een Yamaha TA 125-productieracer.

## AGV Condor
In het najaar van 1974 werd de motor vervangen door een nieuw, door Hub van Kessel (geen familie van Henk) ontwikkelde motor. Er was een sponsor gevonden in de importeur van de AGV-helmen in Amstelveen, maar de M.S.C. Aldendriel was als supportersclub steeds op zoek naar geld om van Kessel te ondersteunen. Zij bedacht ook de naam "Condor". Tijdens de eerste presentatie in 1975 was de motorfiets voorzien van een AGV Condor-bestickering.

## Condor
De sponsoring van AGV stopte echter al snel. De naam "AGV Condor" bleef echter - ten onrechte - in gebruik omdat de sticker was overgespoten met blanke lak en nooit werd verwijderd. De werkelijke naam was dus "Condor". Hoewel het uiterlijk nog veel leek op dat van de Bridgestone, was er technisch veel vernieuwd. Henk van Kessel reed in het seizoen 1975 in elk geval een groot deel van het seizoen nog met de oude Bridgestone, omdat de Condor niet raceklaar was. Waarschijnlijk stond er al wel "AGV Condor" op. Aanvankelijk hoopte hij de machine klaar te hebben voor de TT van Assen 1975, maar ook toen was de machine nog niet klaar. Waarschijnlijk werd de Condor voor het eerst gebruikt tijdens de Belgische Grand Prix. De machine werd officieel geïntroduceerd tijdens de MotorRAI, op dinsdag 24 februari 1976, nog steeds als "AGV Condor".

### Motor
De motor was nog steeds een tweecilinder-tweetakt, maar door Hub van Kessel helemaal nieuw getekend. boring en slag bedroegen beide 43 mm, waardoor de cilinderinhoud op 124,9 cc kwam. De koperen radiateur werd vervangen door een exemplaar van aluminium. De brandstofvoorziening geschiedde via roterende inlaten door twee Mikuni 28mm-carburateurs en de ontsteking door een 12 volts-elektronische ontsteking van Kröber.

### Transmissie
Een Yamaha-close ratio zesversnellingsbak had als basis voor de motor gediend, maar werd wel gewijzigd. De meervoudige droge plaatkoppeling was door Hub van Kessel zelf ontwikkeld. De primaire aandrijving geschiedde door tandwielen, de secundaire aandrijving door een ketting.

### Rijwielgedeelte
Zoals gezegd was het frame afgeleid van dat van een Yamaha 125cc-racer. Het was vervaardigd uit naadloze chroom-molybdeen pijp en gesoldeerd in plaats van gelast. De Marzocchi-telescoopvork was speciaal in Italië gebouwd, aanvankelijk uit magnesium, maar in 1976 werd gesproken over een elektron-vork met titanium onderpoten. De remklauwen zaten aan de voorkant van de vork. De remschijven waren zelf gemaakt. De machine was voorzien van driespaaks aluminium gietwielen van PVM, het merk van Dieter Braun. 
- Voor Andere merken met de naam Condor, zie Condor (Braunschweig) - Condor (Courfaivre) - Condor (Coventry) - Condor (Taiwan)